# Mamdouh Abdel-Alim
Mamdouh Abdel-Alim (em árabe: ممدوح عبد العليم) (10 de novembro de 1956 - 5 de janeiro de 2016) foi um ator egípcio.
Ele é bacharel em Economia e Ciência Política. Sua carreira artística começou como uma criança em programas infantis, rádio e televisão e educado nas mãos do diretor Inam Mohammed Ali, em seguida, o diretor Eldemerdash luz que apresentou uma criança pequena na série "Paradise Virgin" com o artista Karima Mokhtar - começou sua carreira em atuar efetivamente em 1980, um jovem na série "Authentic", juntamente com a atriz Karima Mokhtar, em seguida, rolou a televisão, e em 1983 começou a atuar no cinema no filme "O Virgin e o Cabelo Branco".
Ele morreu na noite de terça-feira, 5 de janeiro de 2016 durante a prática de exercícios dos esportes no ginásio do clube Al Jazeera em Cairo, onde foi submetido a um súbito ataque cardíaco e foi levado ao hospital mas Anglo e passou lá fora.